# (85317) Lehár
(85317) Lehar, désignation internationale (85317) Lehár, est un astéroïde de la ceinture principale.

## Description
(85317) Lehar est un astéroïde de la ceinture principale. Il fut découvert le 30 janvier 1995 à Tautenburg par Freimut Börngen. Il présente une orbite caractérisée par un demi-grand axe de 2,61 UA, une excentricité de 0,26 et une inclinaison de 6,6° par rapport à l'écliptique.

## Compléments